# Borås HC
Borås Hockey (bis 2011 Borås HC) ist ein Eishockeyklub aus Borås, Schweden, der seit 2017 erneut an der vierten Spielklasse Schwedens, der Division 2, teilnimmt.

## Geschichte
Der Verein wurde 1969 nach einer Abspaltung vom Norrby IF gegründet. Bis 2007 spielte man in unterklassigen Ligen, bevor die Mannschaft 2007 die Meisterschaft der Division 1 gewann. Mit einem 6:3-Sieg gegen Hammarby Hockey gelang der Aufstieg in die HockeyAllsvenskan. Im Rahmen des Aufstiegs wurde ein Kooperationsvertrag mit dem erstklassigen Frölunda HC geschlossen. Dadurch standen dem Borås HC Spieler aus Frölunda zur Verfügung.
2012 stieg der Verein aufgrund finanzieller Probleme in die Division 1 ab, 2014 folgte der Abstieg in die Division 2. Zwei Jahre später stieg das Team wiederum ab, nun in die fünftklassige Division 3. 2017 gelang allerdings die sofortige Rückkehr in die Division 2.
Neben der Profimannschaft unterhält der Verein Mannschaften im Juniorenbereich:
- U20-Team: Junioren-Elitserein
- U18-Team 1: J18-Elit
- U18-Team 2: Division 2

## Heimspielstätte

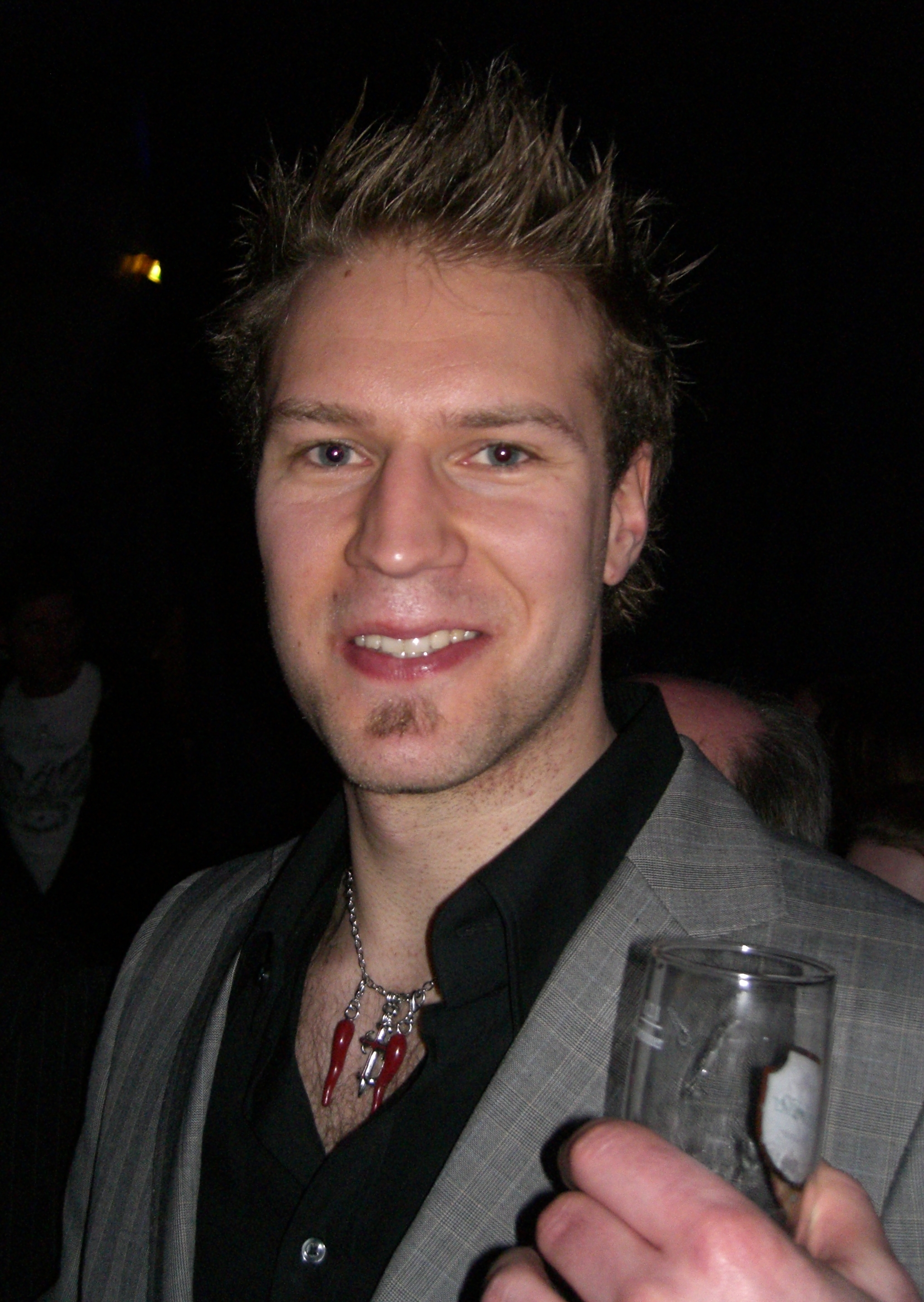
Jens Karlsson spielte in der Saison 2007/08 für den Borås HC

Die Heimspiele des Borås HC werden in der 1972 erbauten Borås Ishall ausgetragen. Diese Eishalle fasst insgesamt 3949 Zuschauer, wobei 1549 Sitz- und 2400 Stehplätze zur Verfügung stehen. Den bisher höchsten Zuschauerschnitt verzeichnete der Verein in der Spielzeit 2007/08, als durchschnittlich 1828 Zuschauer die Heimspiele verfolgten.

## Bekannte ehemalige Spieler
- Nikolai Drosdezki (1989–1995)
- Sergei Fokin (2002–2005)
- Stefan Persson (1986–1990)
- Daniel Rydmark
- Fabian Brunnström (2006–2007)
- Jens Karlsson
- Mattias Remstam
- Marcus Sörensen (2011–2012)

### Gesperrte Trikotnummern
- #13  Nikolai Drosdezki